# National League South
La National League South, anciennement Conference South (également connue sous le nom de « Enterprise National League South » pour des raisons de parrainage avec Enterprise), est un championnat anglais de non-league football mis en place par la National League. Le championnat se classe au 6e niveau du système pyramidal anglais, au même niveau que la National League North.

## Histoire
Comme son homologue la National League North, la National League South a été créée en 2004 après une restructuration profonde du National League System sous le nom de Conference National South. Antichambre de la National League (division), elle prend son nouveau nom en 2015 lors de la nouvelle dénomination de la ligue Conference National en National League.
En 2021-2022, le championnat comportera 24 équipes. En 2025, elle change à nouveau de nom pour s'appeler l'Enterprise National League South.

## Organisation

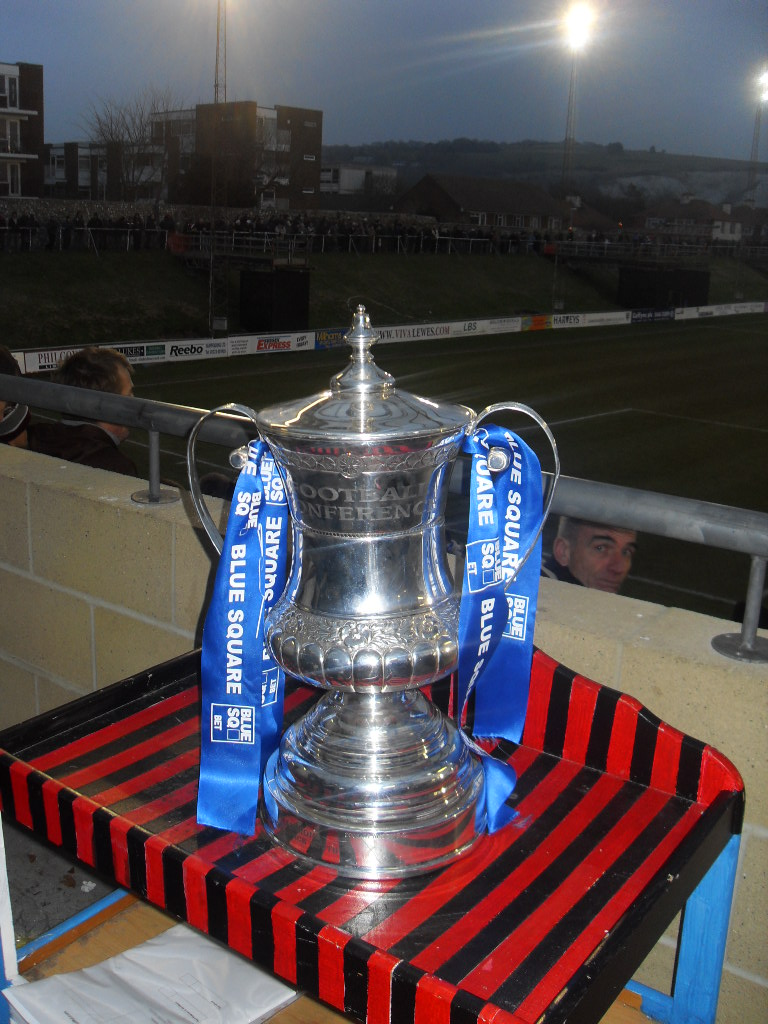
Trophée récompensant le vainqueur.

Vingt-deux équipes prennent part à ce championnat pour une saison. 
Le champion et le vainqueur des barrages, qui regroupent les équipes classés entre les deuxième et cinquième places, sont automatiquement promus en National League. Les trois derniers clubs sont relégués au niveau 7 du système pyramidal, c'est-à-dire en Northern Premier League (Premier Division), Southern Football League Premier Division ou Isthmian League Premier Division, déterminé suivant la localisation des clubs.
|  | Quarts de finale | Quarts de finale | Quarts de finale  | Quarts de finale  |                  |                  | Demi-finales  | Demi-finales  | Demi-finales  | Demi-finales  |  |  | Finale         | Finale         | Finale         | Finale         |
|  |                  |                  |                   |                   |                  |                  |               |               |               |               |  |  |                |                |                |                |
|  |                  |                  |                   |                   |                  |                  | Terrain du 2e | Terrain du 2e | Terrain du 2e | Terrain du 2e |  |  | Terrain neutre | Terrain neutre | Terrain neutre | Terrain neutre |
|  |                  |                  |                   |                   |                  |                  | Terrain du 2e | Terrain du 2e | Terrain du 2e | Terrain du 2e |  |  | Terrain neutre | Terrain neutre | Terrain neutre | Terrain neutre |
|  |                  |                  |                   |                   |                  |                  | Terrain du 2e | Terrain du 2e | Terrain du 2e | Terrain du 2e |  |  | Terrain neutre | Terrain neutre | Terrain neutre | Terrain neutre |
|  |                  |                  |                   |                   |                  |                  | Terrain du 2e | Terrain du 2e | Terrain du 2e | Terrain du 2e |  |  | Terrain neutre | Terrain neutre | Terrain neutre | Terrain neutre |
|  |                  |                  |                   |                   |                  |                  | Terrain du 2e | Terrain du 2e | Terrain du 2e | Terrain du 2e |  |  | Terrain neutre | Terrain neutre | Terrain neutre | Terrain neutre |
|  | 2e               | 2e               | 0                 | 0                 |                  |                  |               |               |               |               |  |  | Terrain neutre | Terrain neutre | Terrain neutre | Terrain neutre |
|  | 2e               | 2e               | 0                 | 0                 | Terrain du 5e    |                  |               |               |               |               |  |  | Terrain neutre | Terrain neutre | Terrain neutre | Terrain neutre |
|  |                  |                  | Vainqueur Quart A | Vainqueur Quart A | 0                | 0                |               |               |               |               |  |  | Terrain neutre | Terrain neutre | Terrain neutre | Terrain neutre |
|  | 5e               | 5e               | Vainqueur Quart A | Vainqueur Quart A | 0                | 0                | 0             | 0             |               |               |  |  | Terrain neutre | Terrain neutre | Terrain neutre | Terrain neutre |
|  | 5e               | 5e               | Terrain du 3e     |                   |                  |                  | 0             | 0             |               |               |  |  | Terrain neutre | Terrain neutre | Terrain neutre | Terrain neutre |
|  | 6e               | 6e               | 0                 | 0                 |                  |                  |               |               |               |               |  |  | Terrain neutre | Terrain neutre | Terrain neutre | Terrain neutre |
|  | 6e               | 6e               | 0                 | 0                 | Vainqueur Demi A | Vainqueur Demi A | 0             | 0             |               |               |  |  |                |                |                |                |
|  |                  |                  |                   |                   | Vainqueur Demi A | Vainqueur Demi A | 0             | 0             |               |               |  |  |                |                |                |                |
|  |                  |                  | Vainqueur Demi B  | Vainqueur Demi B  | 0                | 0                |               |               |               |               |  |  |                |                |                |                |
|  |                  |                  |                   |                   | 0                | 0                |               |               |               |               |  |  |                |                |                |                |
|  |                  |                  |                   |                   |                  |                  |               |               |               |               |  |  |                |                |                |                |
|  |                  |                  |                   |                   |                  |                  |               |               |               |               |  |  |                |                |                |                |
|  | 3e               | 3e               | 0                 | 0                 |                  |                  |               |               |               |               |  |  |                |                |                |                |
|  | 3e               | 3e               | 0                 | 0                 | Terrain du 4e    |                  |               |               |               |               |  |  |                |                |                |                |
|  |                  |                  | Vainqueur Quart B | Vainqueur Quart B | 0                | 0                |               |               |               |               |  |  |                |                |                |                |
|  | 4e               | 4e               | Vainqueur Quart B | Vainqueur Quart B | 0                | 0                | 0             | 0             |               |               |  |  |                |                |                |                |
|  | 4e               | 4e               |                   |                   |                  |                  |               | 0             |               |               |  |  |                |                |                |                |
|  | 7e               | 7e               | 0                 | 0                 |                  |                  |               |               |               |               |  |  |                |                |                |                |
|  | 7e               | 7e               | 0                 | 0                 |                  |                  |               |               |               |               |  |  |                |                |                |                |
|  |                  |                  |                   |                   |                  |                  |               |               |               |               |  |  |                |                |                |                |

### Générale

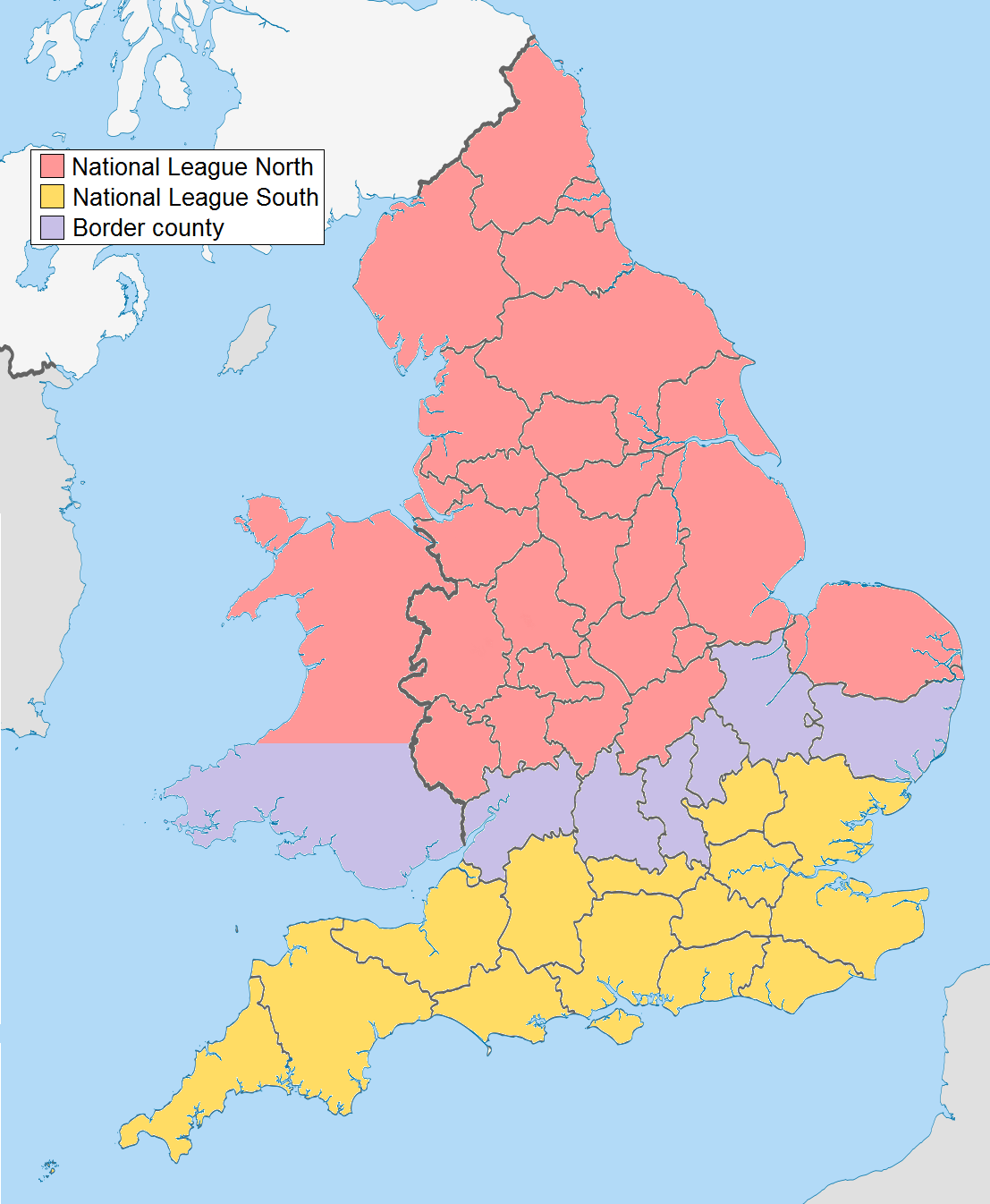
La zone couverte par la National League South est colorée en jaune. Les équipes de la National League South peuvent provenir également de comtés limitrophes de la National League North (violet).

## Palmarès
| Saison    | Champion                                                  | Vainqueur des barrages                                    |
| --------- | --------------------------------------------------------- | --------------------------------------------------------- |
| 2004-2005 | Grays Athletic                                            | Eastbourne Borough (non promu)                            |
| 2005-2006 | Weymouth                                                  | St. Albans City                                           |
| 2006-2007 | Histon                                                    | Salisbury City                                            |
| 2007-2008 | Lewes                                                     | Eastbourne Borough                                        |
| 2008-2009 | AFC Wimbledon                                             | Hayes & Yeading United                                    |
| 2009-2010 | Newport County                                            | Bath City                                                 |
| 2010-2011 | Braintree Town                                            | Ebbsfleet United                                          |
| 2011-2012 | Woking                                                    | Dartford                                                  |
| 2012-2013 | Welling                                                   | Salisbury                                                 |
| 2013-2014 | Eastleigh                                                 | Dover Athletic                                            |
| 2014-2015 | Bromley                                                   | Boreham Wood                                              |
| 2015-2016 | Sutton United                                             | Maidstone United (en)                                     |
| 2016-2017 | Maidenhead United                                         | Ebbsfleet United                                          |
| 2017-2018 | Havant & Waterlooville                                    | Braintree Town                                            |
| 2018-2019 | Torquay United                                            | Woking                                                    |
| 2019-2020 | Wealdstone                                                | Weymouth FC                                               |
| 2020-2021 | Compétition annulée en raison de la pandémie de Covid-19. | Compétition annulée en raison de la pandémie de Covid-19. |
| 2021-2022 | Maidstone United (en)                                     | Dorking Wanderers (en)                                    |
| 2022-2023 | Ebbsfleet United                                          | Oxford City                                               |
| 2023-2024 | Yeovil Town                                               | Braintree                                                 |
| 2024-2025 | Truro City                                                | Boreham Wood                                              |

1. ↑  En 2004-2005, seulement trois places sont accordés pour la promotion en Conference National. En plus des vainqueurs de Conference North et South, la troisième place est départagée lors d'une finale de play-offs qu'Eastbourne a perdu 2–1 face aux vainqueurs des playoffs de Conference North, Altrincham.